# Regiunile Senegalului
Unitățile administativ-teritoriale de rangul I ale statului Senegal sunt regiunile. Acestea se divid mai departe în 34 de departamente, 103 arondismente (care nu au funcție administrativă) și colectivități locale (14 regiuni, 110 comune și 320 comunități rurale), care aleg reprezentanți administrativi.

Pe data de 10 septembrie 2008 au fost create 3 regiuni noi, când Kaffrine s-a desprins din Kaolack, Kédougou din Tambacounda și Sédhiou din Kolda.

Regiunile Senegalului

| Număr curent | Nume        | Reședința   |
| ------------ | ----------- | ----------- |
| 1            | Dakar       | Dakar       |
| 2            | Diourbel    | Diourbel    |
| 3            | Fatick      | Fatick      |
| 4            | Kaffrine    | Kaffine     |
| 5            | Kaolack     | Kaolack     |
| 6            | Kédougou    | Kédougou    |
| 7            | Kolda       | Kolda       |
| 8            | Louga       | Louga       |
| 9            | Matam       | Matam       |
| 10           | Saint-Louis | Saint-Louis |
| 11           | Sédhiou     | Sédhiou     |
| 12           | Tambacounda | Tambacounda |
| 13           | Thiès       | Thiès       |
| 14           | Ziguinchor  | Ziguinchor  |